# جاستین بست
جاستین بست (انگلیسی: Justin Best؛ زادهٔ ۱۷ اوت ۱۹۹۷) قایقران روئینگ اهل ایالات متحده آمریکا است.
وی در مسابقات کشوری و بین‌المللی در مجموع برندهٔ ۲ مدال طلا، ۳ مدال نقره شده است.